# Louis-Pierre Anquetil

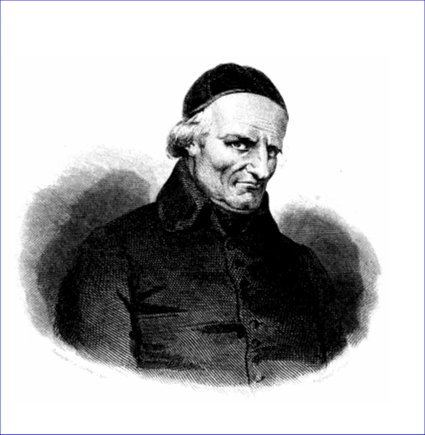
Louis-Pierre Anquetil

Louis-Pierre Anquetil (* 21. Januar 1723 in Paris; † 6. September 1806) war ein französischer Historiker.

## Leben
Anquetil war der ältere Bruder des späteren Orientalisten Abraham Hyacinthe Anquetil-Duperron und studierte zusammen mit diesem Theologie am Collège Mazarin. Am Ende seines Studiums trat Anquetil der Kongregation von Sainte-Genevieve bei und wurde als solcher mit der Leitung eines Seminars in Reims betraut. In diesen Jahren entstand seine Histoire de Reims, welches als eines seiner besten Werke gilt. Später berief man Anquetil zum Direktor des Collège von Senlis. Um 1790 avancierte er zum Pfarrer in La Villette bei Paris.
Als Pfarrer verlor er schon in den ersten Jahren der französischen Revolution sein Amt. Während der Terrorherrschaft in den Jahren 1793 bis 1794 war er eingekerkert. Bei Gründung des Institut de France wurde er dort Mitglied der zweiten Klasse. Als Napoleon I. zum Ersten Konsul gewählt worden war, wurde auch die staatliche Verwaltung neu strukturiert. Dadurch fand Anquetil eine Anstellung beim Außenministerium. Dieses Amt hatte Anquetil bis zu seinem Tod im Alter von 83 Jahren am 6. September 1806 inne.
1795 wurde er zum Mitglied der Académie des Inscriptions et Belles-Lettres gewählt.

## Schriften
- Historie de Reims. 1756–57 (3 Bde.).
- Précis de l’histoire universelle. 1834 (12 Bde.).
- Histoire de France depuis les Gaules jusqu’à la fin de la monarchie. Paris 1805 (fortgesetzt von Louis Baude 1876–79, 11 Bde.)
- Louis XIV., sa cour et le régent. 1789 (Erstausgabe, 4 Bde.), 1819 (2., posthume Ausgabe, 2 Bde.)
- Motifs des guerres et des traités de paix de la France pendant les régnes de Louis XIV., Louis XV. et Louis XVI. 1797.
- L’eprit de la Ligue ou Histoire politique des Troubles de France pendant les XVIe & XVIIe siecles (3 Bde.)1779